# Ihor Radivilov
Ihor Radivilov (en ukrainien : Ігор Віталійович Радівілов, Ihor Vitaliyovytch Radivilov) est un gymnaste ukrainien, spécialiste du saut de cheval, né le 19 octobre 1992 à Marioupol en Ukraine.

## Palmarès

### Jeux olympiques
- Londres 2012
  -  médaille de bronze au saut de cheval ;
  - 4e au concours par équipes.

- Rio 2016
  - 5e aux anneaux ;
  - 8e au saut de cheval ;
  - 8e au concours par équipes.

### Championnats du monde
- Nanning 2014
  -  médaille d'argent au saut de cheval.

- Montréal 2017
  -  médaille d'argent au saut de cheval.

- Stuttgart 2019
  -  médaille de bronze au saut de cheval.

- Liverpool 2022
  -  médaille de bronze au saut de cheval.

### Championnats d'Europe
- Montpellier 2012
  -  médaille d'argent au saut de cheval.

- Moscou 2013
  -  médaille d'or aux anneaux.

- Sofia 2014
  -  médaille de bronze au concours par équipes ;
  -  médaille d'argent au saut de cheval.

- Montpellier 2015
  -  médaille d'argent au saut de cheval.

- Cluj-Napoca 2017
  -  médaille de bronze aux anneaux

- Glasgow 2018
  -  médaille d'argent au saut de cheval.

- Mersin 2020
  -  médaille d'or au concours par équipes.
  -  médaille d'or au saut de cheval.
  -  médaille de bronze aux anneaux.

- Bâle 2021
  -  médaille d'or au saut de cheval.

- Munich 2022
  -  médaille de bronze au saut de cheval.

- Antalya 2023
  -  médaille de bronze au saut de cheval.

- Rimini 2024
  -  médaille d'or au concours par équipes.

### Jeux européens
- Minsk 2019
  -  médaille de bronze aux anneaux
  -  médaille de bronze au saut de cheval
- Bakou 2015
  -  médaille d'argent au concours par équipes

## Vie privée
En 2016, il épouse la gymnaste Angelina Kysla.